# NGC 5354
NGC 5354 is een lensvormig sterrenstelsel in het sterrenbeeld Jachthonden. Het hemelobject werd op 14 januari 1788 ontdekt door de Duits-Britse astronoom William Herschel.

## Synoniemen
- UGC 8814
- MCG 7-29-11
- ZWG 219.19
- HCG 68B
- PGC 49354